# 拉热语
拉热语也称水田话，是一种在中国四川省木里藏族自治县使用的南羌语支纳语组语言。
拉热语由四川省木里县项脚乡至少300名流利使用者使用(Michaud & Jacques 2012)。

## 名称
拉热 (IPA: [lɑ33 ze33])似乎是地名。

## 更多
拉热语相关的出版物有：
- 拉热语音韵学、词汇与语法大纲 [5]
- 拉热语音系: 元音、辅音、音节结构 [4]
- 拉热语、纳语和纳西语的历史音韵学 [6]
- 拉热语声调系统 [7]

## 外部連結
- 《泛语语料库》（Pangloss Collection）上的拉热语资料 （页面存档备份，存于）